# Guipavas
Guipavas település Franciaországban, Finistère megyében. Lakosainak száma 15 401 fő (2022. január 1.). Guipavas Plabennec, Brest, La Forest-Landerneau, Gouesnou, Kersaint-Plabennec, Le Relecq-Kerhuon és Saint-Divy községekkel határos.

## Népesség
A település népességének változása:
| Lakosok száma | 7346 | 10 425 | 11 956 | 13 633 | 13 966 | 14 418 | 14 482 | 15 050 | 15 196 | 15 401 |
|               | 1968 | 1982   | 1990   | 2006   | 2013   | 2015   | 2017   | 2019   | 2020   | 2022   |